# بوزون پیمانه‌ای

مدل استاندارد ذرات بنیادی، که در آن بوزون‌های پیمانه‌ای در ستون جهارم با رنگ قرمز نمایش داده شده‌اند.

در فیزیک ذرات بنیادی، بوزون پیمانه‌ای (به انگلیسی: Guage Boson) یک حامل نیرو است، ذره‌ای بوزونی که انواع برهمکنشهای بنیادی بین ذرات بنیادی را حمل می‌کند.
این برهمکنشها توسط نظریه پیمانه‌ای توصیف می‌شوند. ذرات بنیادی از طریق تبادل بوزون‌های پیمانه‌ای با یکدیگر برهمکنش دارند.